# 山田佳乃
山田 佳乃（やまだ　よしの、1965年1月29日 - ）は、大阪府出身の俳人。俳人山田弘子の娘。

## 人物
『円虹』、『ホトトギス』に投句。稲畑汀子、稲畑廣太郎、山田弘子に師事。
2008年『ホトトギス』同人。2010年山田弘子の逝去により『円虹』主宰を継承。2010年第21回日本伝統俳句協会賞受賞。日本伝統俳句協会副会長。大阪俳人クラブ副会長。日本文藝家協会会員。
2022年句集『残像』が第四回加藤郁乎記念賞受賞。
山田弘子を継ぎ宮古島の子供たちに俳句を指導。宮古新報の子供俳句の選者。宮古島のカママ嶺公園に「蒼海に鷹を放ちし神の島　弘子」「神々の高さに鷹の光りをり　佳乃」の親子の句碑がある。
2022年『京極杞陽の百句』を刊行した。
2023年度「NHK俳句」第2週選者。

## 略歴
東京都立井草高校s58卒
同志社大学文学部s62卒

## 著書
句集
- 『春の虹』　角川書店
- 『波音』　ふらんす堂
- 『残像』　本阿弥書店

その他
- 共著『ホトトギスの俳人101』新書館
- 『京極杞陽の百句』ふらんす堂
- 『山田弘子の百句』ふらんす堂